# عمار کایم
عمار کایم (عربی: عمار كايم كاطع؛ زادهٔ) بازیکن فوتبال است.
وی همچنین در تیم ملی فوتبال عراق بازی کرده‌است.